# 트레스코라송스

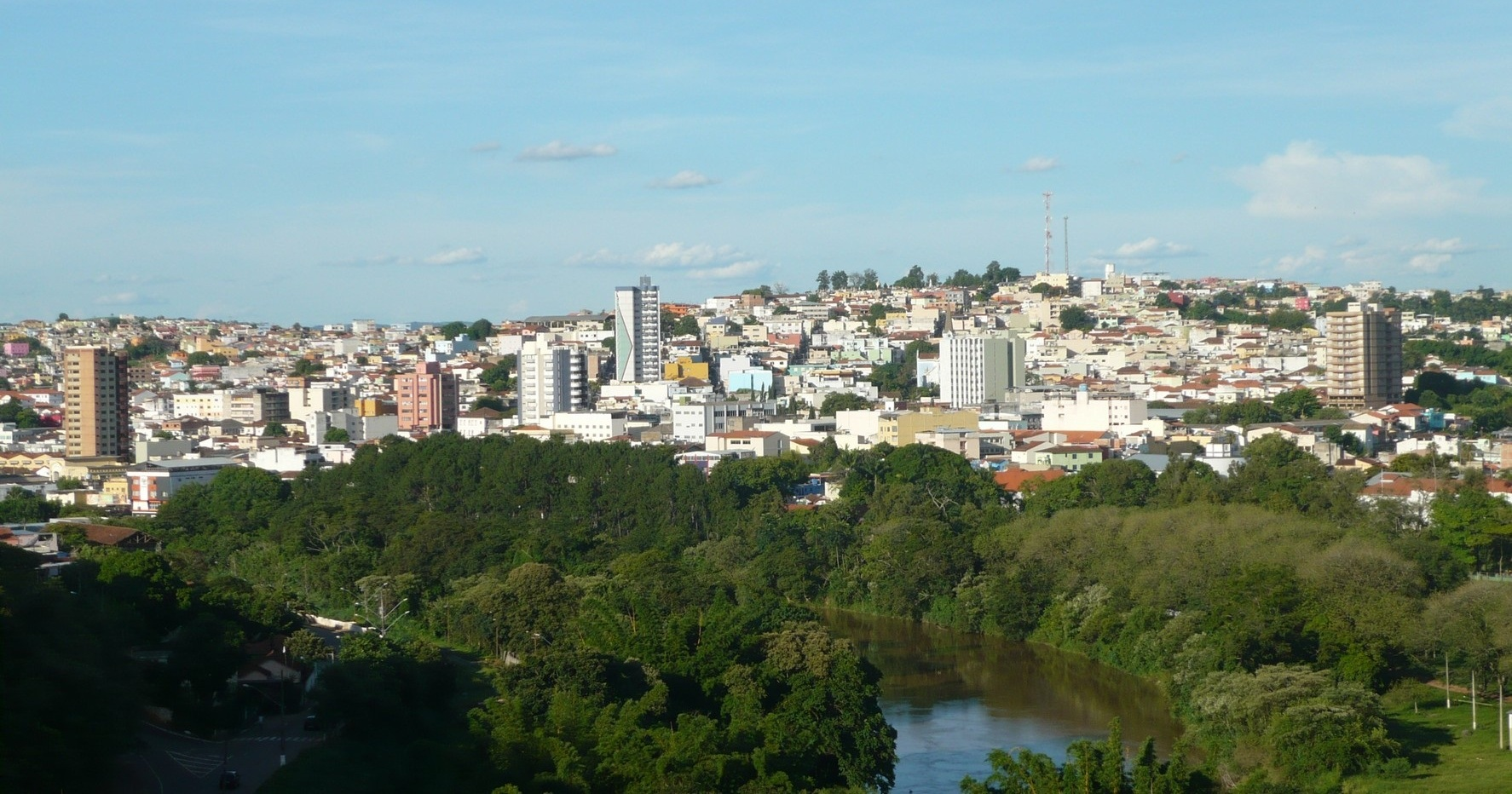
트레스코라송스

트레스코라송스(포르투갈어: Três Corações)는 브라질 미나스제라이스주 남부에 위치한 지방 자치체이다. 2013년 기준으로 도시 인구는 80,000명에 달하여 미나스제라이스 주 남부에서는 가장 큰 도시 중 하나다. 
위치상 브라질의 세 광역권 (벨루오리존치, 리우데자네이루, 상파울루)의 외심과 근접해 있다. 그래서 이 세 도시의 대규모 물류 거점지이기도 하다. 
트레스코라송스는 브라질의 축구 황제 펠레가 태어난 도시로도 유명하다.

## 스포츠
이 도시에는 3,800명을 수용할 수 있는 축구 경기장인 Estádio Municipal Rei Pelé가 있습니다. 현지 팀인 Atlético de Três Corações가 그곳에서 경기를 개최합니다. 2023년에 펠레의 이름을 따서 명명되었으며, 이전에는 에스타디오 엘리아스 아르벡스(Estádio Elias Arbex)로 불렸습니다.

## 참고문헌
1. ↑  “ESTÁDIO ESTÁDIO MUNICIPAL REI PELÉ”. 《Federação Mineira de Futebol》 (포르투갈어). 2025년 5월 18일에 확인함.
2. ↑  “Estádio de Três Corações passa a se chamar Rei Pelé em homenagem póstuma ao Rei do Futebol” [트레스 코라코이스 시에 있는 경기장은 이제 축구의 왕을 기리는 사후의 헌사인 레이 펠레로 불립니다.]. 《ge》 (포르투갈어). 2023년 4월 18일. 2025년 5월 18일에 확인함.